# Ruminococcus obeum
Ruminococcus obeum è una specie di batterio appartenente alla famiglia delle Lachnospiraceae.